# 贵州警察学院
贵州警察学院，原名贵州警官职业学院，是经贵州省委、省人民政府批准，国家教育部和公安部备案，由贵州省公安厅和教育厅共同管理的全日制公安司法类本科院校，位于中国贵州省贵阳市。
学院现有刑事技术系、侦查系、治安系、警体部、公安管理系、法律一系、法律二系、基础部、理论部、计算机科学系、实验中心、成人教学部、培训部和驾驶培训学校等教学部门。